# 法里亚 (加利福尼亚州)
法里亚亦作法里亚比奇（英語：Faria Beach），是美国的一个非建制地區，位于加利福尼亚州的文图拉县。该县县治文图拉与卡平特里亚之间的1号加利福尼亚州州道有2.12公里经过法里亚。且法里亚主要位于文图拉联合校区之内，因此其拥有文图拉的邮政编码。

## 地理
法里亚拥有著名的冲浪点——皮塔斯点（亦称口哨），其岩礁点位于南部，沙滩分别从该点沿东北与西北两个方向延伸。
有研究表明，皮塔斯点与附近的蓬塔戈尔达是由地质隆起活动所形成的，在一次古老的地震中，这一片区域的机械互连层同时断裂，造成冲浪区抬升了16英尺至26英尺。后科学家们对海滩沿岸的旧海岸线进行了考察，认为由于断层的同时断裂并且相互撕裂，当时文图拉-皮塔斯点断层所产生的地震活动可能比预计的更加剧烈。

## 历史
1769年，西班牙的波尔托拉探险队奉命探索上加利福尼亚省，在前一晚扎营于文图拉河之后，他们沿着海岸线朝西北方向进发。同年8月15日，探险者们于胡安峡谷（Padre Juan Canyon）的一个饮水点附近发现了一个小村庄，并在村庄附近扎营。随行的方济各会传教士胡安·克雷斯皮在其记录中写道，“（他们）让我们整晚都在玩管线或口哨乐器”。因此这一区域被命名为（西班牙语中为口哨之意），但后来美国在调查海岸地图时将名字错拼为（此为黃边龙舌兰的西语名称）。